# Август Кольб
Август Генріх Кольб (нім. August Heinrich Kolb; 15 серпня 1893, Нойштадт-на-Айші, Німецька імперія — 2 жовтня 1962, Нюрнберг, ФРН) — гауптштурмфюрер СС, шуцгафтлагерфюрер концтабору Заксенгаузен.

## Біографія
Август Кольб народився 15 серпня 1893 року у сім'ї секретаря залізничної станції Георга Кольба. У зв'язку з роз'їздами батька по роботі відвідував народну школу у Рецбасі та Кройцвертгаймі. Кольб мав намір стати учителем, тому відвідував підготовчу школу у Нердлінгені, але оскільки його батько був не в змозі підтримувати додаткові витрати, пов'язані з його навчанням, крім утримання решти сім'ї, він був змушений припинити здобуття своєї освіти. З 1910 до 1912 рік стажувався у фірмі Siemens-Schuckert у Нюрнберзі та потім працював слюсарем на лісопильному заводі у Бургфаррнбасі до призову на військову службу у жовтні 1913 року. Проходив службу у 4-му баварському саперному полку в Інгольштадті. У серпні 1914 року пішов на фронт у складі саперного полку, і з 1916 року служив у роті тральщиків № 206. У жовтні 1916 року став віцефельдфебелем. У 1917 році перейшов у військово-повітряні сили. Після 35 вильотів він був збитий у тилу ворога і взятий у полон французькими військами, але у 1920 році випущений. Кольб був нагороджений залізним хрестом 2-го та 1-го класу, а також баварським хрестом «За заслуги» з мечами.
Повернувшись до цивільного життя, він із 1920 до 1924 рік працював на пошті. У зв'язку зі скороченням штату він зрештою пішов з поштової служби. За рекомендацією свого тестя у віці 31 рік він пройшов технічне навчання на підприємстві Schittenhelm у Нюрнберзі та став начальником цеху на вищезгаданому підприємстві. У 1926 році залишив цю компанію та за фінансової підтримки свого тестя став індивідуальним підприємцем, запустивши власний магазин інструментів і верстатів. Він сам відвідував своїх клієнтів і виконував отримані замовлення. Коли у 1939 році його знову призвали на військову службу, йому довелося залишити свій бізнес.
У 1934 році був зарахований до лав СС (№ 222497), а у 1937 році вступив до НСРПН (квиток № 3958173). За день до початку війни був призваний до підрозділу СС «Мертва голова». З 1 вересня 1939 року служив в охороні концтабору Заксенгаузен. З жовтня 1939 року був відновлений у військовому званні та відповідно призначений обершарфюрером Військ СС й одночасно командиром 3-го взводу охоронного батальйону, який під час війни збільшився до 15 рот. У 1940 році йому було надано звання унтерштурмфюрера СС.
З початку березня та до кінця травня 1942 року очолював охоронний корпус у концтаборі Арбайтсдорф. Згодом служив у комендатурі концтабору Заксенгаузена. З жовтня 1943 до квітня 1945 року був шуцгафтлагерфюрером у концтаборі Заксенгаузен. З 1 жовтня 1944 року був заступником начальника охоронного батальйону.
Після закінчення війни Кольб втік під прізвищем Рот і працював на британську окупаційну владу. Його сім'я заявила, що він зник безвісти. Під час допитів правоохоронці з'ясували, що Кольб залишився живим. Обшук будинку дав слідчим адресу у Бюккебурзі, де Кольб до 1952 року жив під чужим ім'ям. 13 жовтня 1954 року земельний суд Нюрнберга-Фюрта засудив його до чотирьох років і трьох місяців ув'язнення. Предметом судового розгляду була участь у повішенні ув'язнених концтабору під час переклички та виконання 100 окремих страт з дозволу РЗХА за допомогою пострілів у шию чи повішення. Крім того, Кольб брав участь у розстрілі щонайменше 50 непрацездатних ув'язнених і 19 поліцейських із Люксембургу, які відмовилися присягати на вірність Адольфу Гітлеру. Його участь у розстрілі 20 ув'язнених під час маршу смерті у квітні 1945 року залишилася недоведеною. Кольб був засуджений за пособництво у вбивстві в одному випадку та пособництві у ненавмисному вбивстві в 10 випадках. Поза цим судді не побачили достатніх доказів його причетності або визнання незаконності страт, відданих РЗХА. У 1956 році був достроково звільнений.
Під час другого судового розгляду 16 березня 1961 року був засуджений на 6 років ув'язнення у зв'язку зі смертю двох німецьких ув'язнених через тілесне покарання, призначене Кольбом. У 1962 його звільнили за станом здоров'я.